# رود میلک (آلبرتا–مونتانا)
رود میلک (به انگلیسی: Milk River) رودی است به رودخانه میزوری می‌ریزد. این رود از کشورهای ایالات متحده آمریکا و کانادا می‌گذرد.